# Tutak, Ağrı
Tutak là một huyện thuộc tỉnh Ağri, Thổ Nhĩ Kỳ. Huyện có diện tích 1544 km² và dân số thời điểm năm 2007 là 33220 người, mật độ 22 người/km².